# Concentratiegradiënt
Een concentratiegradiënt is een gradiënt in de concentratie van één of meerdere componenten, zoals atomen, moleculen of ionen, in een medium. Dat medium kan een gas, een vloeistof, een vaste stof, een glas of een plasma zijn. Concentratiegradiënten hangen meestal samen met gradiënten in andere grootheden zoals potentialen. Concentratiegradiënten kunnen stromings- en diffusieprocessen veroorzaken die voor verschillende doeleinden toegepast kunnen worden.

## Fysische chemie
Concentratiegradiënten gaan samen met gradiënten in de chemische- en elektrochemische potentialen. De thermodynamische toestand ligt lokaal energetisch boven de evenwichtstoestand als er gradiënten aanwezig zijn. Wanneer een systeem uit evenwicht is zal er volgens het principe van Le Chatelier als de componenten zich vrij kunnen bewegen, diffusie optreden totdat de samenstelling van het medium overal homogeen is. Hoe groter een concentratiegradiënt op een bepaalde plaats is, hoe hoger de flux van componenten die aan het diffusieproces deelnemen. Hoe hoger de viscositeit van een medium, hoe trager de diffusie en hoe lager de flux van componenten die aan het diffusieproces deelnemen. In gassen verlopen duffusieprocessen relatief snel, in plasma's en vloeistoffen verlopen ze trager, in glazen en vaste stoffen verlopen diffusieprocessen meestal zeer traag of vinden niet plaats. De permeabiliteit van een materiaal verschilt voor verschillende componenten. Zo diffunderen de kleine lichte waterstofionen en heliumatomen vaak vrij gemakkelijk door materialen met een open structuur zoals zwaardere metalen met een BCC-rooster. Grote zware jodideionen verplaatsen meestal moeilijk of traag door een medium.

#### Wiskundige modellen
Als de componenten waaruit een medium bestaat vrij kunnen bewegen dan varieert de concentratie meestal geleidelijk tussen de extremen van de concentratiegradiënt. Diffusievergelijkingen hebben in veel gevallen dezelfde vorm als veldvergelijkingen, zoals de Laplace-vergelijking, zodat de oplossingen voor concentratieverdelingen, potentialen en gradiënten, in veel gevallen dezelfde vorm hebben als de oplossingen van bijvoorbeeld elektrostatische potentialen en velden. Diffusie van ionen of moleculen kan evenwel onmogelijk zijn door chemische bindingen of door de aanwezigheid van barrières zoals een semi-permeabel membraan in een vloeistof. Hierdoor is de concentratiegradiënt discontinu en vrij groot ter hoogte van een membraan.

#### Thermodynamica
Concentratiegradiënten vinden toepassingen in veel thermodynamische processen die doorgaans beschreven kunnen worden naar analogie van het model van een Carnot-proces of onderdelen van een Carnot-proces. Een Carnot-proces is een ideale thermodynamische motor waar geen enkele praktische toepassing volledig aan kan voldoen. Stappen in thermodynamische omzettingsprocessen kunnen vaak wel gerelateerd worden aan stappen in een Carnot-proces.

## Biologie
Een cel is voortdurend aan verandering onderhevig. Als ze perfect in evenwicht zou zijn met haar omgeving, dan is een cel niet te onderscheiden van de dode omgeving. Leven is een toestand die thermodynamisch niet in evenwicht is. In de biologie spelen concentratiegradiënten en energiestromen dan ook een belangrijke rol.

Membraan met elektrochemische gradiënt

### Energiehuishouding en membraanpotentialen
De vrije energie van moleculen of ionen in een oplossing is afhankelijk van hun concentratie. Een verschil in pH of concentratie kan als men het oplosmiddel buiten beschouwing laat, opgevat worden als een verschil in druk zoals dat bij gassen het geval is. Door dit concentratie- of drukverschil kan door osmose een osmotische druk opgebouwd worden of door diffusie arbeid verricht worden als onderdeel van een thermodynamisch kringproces. De concentratieverschillen in oplossingen kunnen toegepast worden zoals dat met druk- en volumeverschillen van gassen in een warmtemotor gebeurt. De principes van compressie en expansie tijdens het Carnot-proces zijn ook van toepassing op veranderingen van concentraties en diffusieprocessen. In biologische systemen kunnen concentratiegradiënten over membranen benut worden door ATP-synthasen in de vorm van ionkanalen.
Een pH-gradiënt is een verschil in zuurgraad over een membraan als gevolg van een concentratiegradiënt van waterstofionen of protonen in een waterige oplossing. In organellen als chloroplasten en mitochondriën worden pH-gradiënten benut om ATP te synthetiseren met behulp van de energie die bij de diffusie van protonen door een ionkanaal van een ATP-synthase vrijkomt. Deze stap in het proces is analoog aan de stap waarbij arbeid die verricht wordt tijdens een expansie in een warmtemotor. De pH-gradiënt die dit proces aandrijft wordt in chloroplasten tijdens het fotosynthese proces opgebouwd tijdens de lichtreacties. Het chlorofyl transporteert protonen met een protonenpomp over een membraan met de energie die na de absorptie van een aantal fotonen opgeslagen is. De opbouw van een pH-gradiënt is analoog aan een compressie van een gas in een warmtemotor. In mitochondriën worden pH-gradiënten op een vergelijkbare manier opgebouwd tijdens verbrandingsprocessen zoals die plaatsvinden tijdens de citroenzuurcyclus.
De energie die in de pH-gradiënt opgeslagen is wordt door het ATP-synthase gebruikt om een fosfaatgroep aan ADP te koppelen. Dit proces is te vergelijken met het opwinden van een veer waarbij de ontspannen veer voorgesteld wordt door ADP en een fosfaatgroep en de opgewonden veer het ATP-molecuul is. De energie die in het ATP opgeslagen is kan gemakkelijk door de cel getransporteerd worden om elders benut te worden.

### Signaaloverdracht in het zenuwstelsel
Signaaloverdracht tussen zenuwcellen in het zenuwstelsel vindt plaats door diffusie van neurotransmitters in synapsen. Deze signaaloverdracht verloopt snel omdat synapsen smal zijn en een relatief groot oppervlak hebben waarop zich veel receptoren bevinden. Elektrische pulsen worden over grote afstanden getransporteerd door actiepotentialen in axonen. Ionen worden tijdens de depolarisatie uitgewisseld tussen de binnenkant en de buitenkant van het celmembraan van een zenuwcel. Daardoor veranderen niet alleen concentratiegradiënten van ionen aan weerszijden van het celmembraan maar ook de elektrische potentiaal en de elektrochemische gradiënten die daar mee samenhangen. Op het moment dat een impuls door de zenuw moet worden doorgegeven worden de ionkanalen in het celmembraan geopend waardoor ionen zeer snel over de kleine afstand tussen de binnen- en buitenkant van het celmembraan kunnen diffunderen. Daardoor kan de actiepotentiaal zich snel over het oppervlak van het neuron uitbreiden.

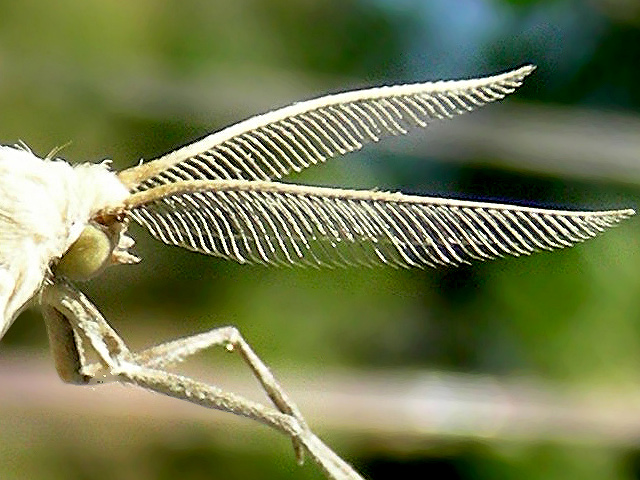
Antennes van een nachtvlinder

### Oriëntatie in een concentratiegradiënt
Bij hun zoektocht naar voedsel of partners oriënteren veel dieren zich op concentratiegradiënten van geurstoffen of feromonen. Met name bepaalde soorten nachtvlinders beheersen die kunst tot in de perfectie. De mannetjes zijn uitgerust met grote gevoelige antennes waarmee ze vaak een enkel molecuul van een feromoon kunnen detecteren dat een vrouwtje afgeeft. Het vrouwtje geeft haar feromoon bij voorkeur af bij warm windstil weer als de stof niet verwaait en zich door diffusie verspreidt. In onze omgeving zijn die condities optimaal tijdens zwoele zomernachten. De mannetjes hebben twee antennes en vliegen telkens in de richting van de antenne waarmee ze een feromoonmolecuul waargenomen hebben. Bij lage concentraties feromoon resulteert dat in een grillige zigzagvlucht. Daarbij is de kans dat de vlinder zich in de richting van een hogere feromoonconcentratie beweegt groter dan dat hij de verkeerde kant opvliegt. Als de feromoonconcentratie verder toeneemt detecteert hij met beide antennes steeds meer feromoonmoleculen waardoor zijn vlucht steeds stabieler wordt. Als hij het vrouwtje dichter nadert neemt hij haar geur steeds beter waar en kan hij recht op zijn doel afgaan.